# 小丑與天鵝
《小丑與天鵝》，是1985年上映的一部台灣電影，為朱延平導演，由許不了、甄秀珍領銜主演。电影上映时，主演許不了已经病逝。

## 劇情簡介
許阿坤是一個過氣的舞台藝人，在歌舞團裡以腹語表演木偶渡日，每回出場表演觀眾總是報以無情的噓聲，果皮、紙屑扔得舞台滿地皆是，使他狼狽不堪。因為觀眾總是引頸翹盼歌舞女郎精彩的演出，阿坤在觀眾現實的眼光下被老闆炒魷魚趕出戲院。
阿珠是團裡的歌舞女郎，她在阿坤失業潦倒之際，適時表現出她的關懷之心，隨著她離開歌舞團四處流浪，尋找新的工作。二人在只領一份薪水的情況，終於謀得一份新工作。阿坤卻一直被蒙在鼓裡不知情，賣力的在台前表演，殊不知觀眾是對他身後伴舞的阿珠感興趣而喝采。
一日阿坤發現事情的真相而黯然離去，卻被阿珠尋回。阿坤有感於阿珠的真情，發誓除非阿珠叫他走，否則永遠不會再離開她。二人再度風塵僕僕在各地作秀，呈現的畫面依舊是阿坤表演的時候觀眾喝倒采、阿珠表演觀眾情緒熱烈，因阿坤之關係二人再度失業，阿坤建議阿珠獨自去應徵工作，他則主內當家庭主夫，阿珠也因此有了新工作並漸漸走紅。阿坤經常被人冷嘲熱諷說他吃軟飯，心裡漸漸有些不平衡。
結婚週年紀念，阿坤枯坐家中等阿珠回來。她回家之後兩人又發生口角，阿珠賭氣叫阿坤離開，阿坤在阿珠熟睡之後悄然離去，重新過著流浪漢漂沉的生活，靠賣布偶維生。阿珠輾轉得知阿坤賣布偶，卻遍尋不見阿坤的蹤影，阿坤因此改行當小丑娛樂遊樂園的遊客，終於被阿珠尋獲，兩人相擁而泣真情流露，最後他們又重回昔日的舞台生活。

## 演員陣容

### 主要角色
| 演員                 | 角色   | 角色介紹             |
| 許不了（卓勝利配音） | 許阿坤 | 歌舞團小丑。         |
| 甄秀珍               | 阿珠   | 阿坤的老婆。         |
| 方正                 | 小方   | 阿坤劇中結識的好友。 |
| 趙舜                 |        |                      |
| 張順興               |        |                      |
| 林偕文               |        | 擂台摔角手           |

### 外景拍攝
- 台北市立兒童育樂中心
- 台北市立美術館
- 西門町東王歌廳 現改為旋轉壽司店
- 仁愛路一段眷村 現址改建 臺北市青少年發展處
- 中華商場
- 日新戲院 武昌街二段
- 大同水上樂園
- 台北植物園
- 台北新公園
- 台北市康定路
- 淡水 中山路 淡水戲院門口

## 外部連結
- 小丑與天鵝豆瓣介紹 （页面存档备份，存于）
- 台灣影壇「預知死亡紀事」─許不了過世30周年 （页面存档备份，存于）